# Horizontalrad-Wassermühle
Eine Horizontalrad-Wassermühle (kurz Horizontalmühle, insbesondere im Alpenraum auch Stockmühle, in den Ostalpen auch Floder- oder Flottermühle, im englischsprachigen Raum auch Clack- oder Clickmühle, Norweger- oder Normannenmühle (englisch norse mill), seltener auch Löffelradmühle, Griechische Mühle, Türkische Mühle oder Balkan-Mühle genannt) ist eine Wassermühle, bei der das Wasserrad horizontal (waagerecht) liegt.

## Funktionsweise und Typen

### Mechanik und Mahlwerk
Da das Wasserrad horizontal liegt, steht die Welle – der „Stock“ – vertikal. Das Mahlwerk befindet sich – üblicherweise durch eine Zwischendecke vor Spritzwasser geschützt – in einem Raum über dem Rad. Entweder ist das Mühlengebäude hierfür aufgeständert und das Mühlrad liegt im Freien oder das Gebäude ist mindestens zweigeschossig ausgeführt.
Horizontalmühlen zeichnen sich durch ihre kompakte Bauweise und ihre sehr einfache und robuste Mechanik aus. Die Welle ist ohne Getriebe direkt mit dem Läuferstein, dem oberen Stein des Mühlsteinpaares, verbunden. Da Antrieb und Mahlwerk starr verbunden sind, laufen sie mit derselben Drehzahl – Horizontalräder zählen zu den Schnellläufern. Das Lager und mit ihm die gesamte Welle mit Wasserrad und Läuferstein kann über eine Hebelmechanik angehoben werden; so kann der Abstand zwischen den Steinen und somit die Feinheit des Mehls eingestellt werden.
Manchmal wurden Horizontalmühlen außer als Mahlmühle auch für andere Zwecke eingesetzt, bei denen eine vertikale Welle und eine hohe Drehzahl von Vorteil war, etwa als Steinmühle (Kugelmühle).

### Wasserführung
Hinsichtlich der Wasserführung werden zwei grundsätzlich verschiedene Typen unterschieden:

#### Freistrahl-/Impulsrad
Bei Impuls-Horizontalrädern wird das Aufschlagwasser durch eine Rinne („Fluder“) mit starkem Gefälle (mindestens 30–45°), seltener auch ein geschlossenes Rohr, auf das Rad geleitet. Das Rad selbst liegt frei im Raum, der Wasserstrahl trifft als Freistrahl tangential auf die Schaufeln des Rades und versetzt es in Drehung. Durch seitliches Schwenken der Rinne oder einen anderen Leitapparat kann der Strahl abgelenkt und so die Kraft des Wassers reguliert werden.
Technisch handelt es sich bei diesem Mühlrad um eine teilbeaufschlagte Impulsturbine, eine Vorstufe der modernen Pelton-Turbine. Das Rad nutzt nur die kinetische Energie des Wassers. Weiterentwickelte Räder haben löffelförmig profilierte Schaufeln, die im Vergleich zu Rädern mit geraden Flügeln eine bessere Ausnutzung der Energie des Strahls erlauben.
Da die Wirkung vor allem auf der hohen Geschwindigkeit und weniger auf der Menge des Wassers basiert, kommt dieser Typ vor allem an Gebirgsbächen mit relativ geringer oder stark schwankender Wassermenge bei großem Gefälle und entsprechend schneller Strömung zum Einsatz. Impulsräder sind wegen ihrer besonders einfachen Bauweise in gebirgigen Regionen verbreitet. Die Leistung eines einzelnen Rades ist gering; solche Mühlen versorgen deshalb meist nur wenige Wohneinheiten oder nur einen einzelnen Bauernhof.
- Wassermühlen
- Einfaches Rad mit geraden Flügeln (Huxter-Mühle, Shetlandinseln)
- Wassermühle bei Halmstad, Schweden
- Zwei Löffelräder (Kroatien)
- Stockmühle in Aktion (Neuwirtmühle, Kaning, Kärnten/Österreich)
- Video (Neuwirtmühle)
- Wasserrad im Irish National Heritage Park

Eine besondere Form der Wasserführung wird bei den im östlichen Mittelmeerraum und im Nahen Osten anzutreffenden, sogenannten Aruba-Mühlen (hebräisch Arubah = Schornstein) angewandt: Das durch ein Aquädukt mit geringem Gefälle herangeführte Aufschlagwasser wird durch einen gemauerten Schacht vertikal herangeführt. In diesem Druckschacht baut sich nach unten hin ein statischer Druck auf, der erst in einer Düse in Geschwindigkeit umgesetzt wird. Das vermindert Reibungsverluste, die das Wasser erleiden würde, wenn es über die Länge einer Rinne kinetische Energie gewinnt. Aruba-Mühlen erreichen so die höchste Fallhöhe aller historischen Mühlen.
- Wassermühlen
- Wassermühle im Irish National Heritage Park
- Aruba-Mühle mit dem typischen Schachtanbau auf Kreta
- Wasserzuführung zum Fallschacht
- Radkammer und verwittertes Impulsrad einer Aruba-Mühle
- Horizontalrad-Wassermühle in Dala Floda, Schweden
- Horizontalmühle im Freilichtmuseum Fredriksdal, in Helsingborg, Schweden

#### Wannen-/Reaktionsrad
Bei diesem seltener anzutreffenden Typ liegt das Rad eng eingeschlossen in einer steinernen oder hölzernen Wanne/Tonne (englisch tub, französisch cuve) am Ende eines Fallschachtes. Durch die Anströmung und Form des Schachtes wird das Wasser in Drall versetzt wie in einem Strudel. Der Schacht dient wie bei der Aruba-Mühle zum Druckaufbau, der Druck wird jedoch nicht über eine Düse in Geschwindigkeit umgesetzt, sondern im Wasserrad selbst abgebaut und in mechanische Arbeit umgewandelt.
Technisch handelt es sich bei diesem Typ um eine vollbeaufschlagte Reaktionsturbine, ein Vorläufer der modernen Francis-Turbinen. Frühe Reaktions-Wasserturbinen wie die Fourneyron-Turbine oder die Henschel-Jonval-Turbine orientierten sich an diesem Wasserradtyp und hatten ebenfalls eine senkrechte Welle.
Reaktionsräder eignen sich auch für geringeres Gefälle bei größeren Wassermengen und entwickeln dann eine entsprechend hohe Leistung. Trotz ihrer vergleichsweise aufwändigen Bauweise waren Reaktionswasserräder bereits den Römern bekannt und insbesondere im westlichen Mittelmeerraum verbreitet.

## Geographische Verbreitung und Besonderheiten

### Ostalpen

#### Kärnten
Der Mühlentyp ist in den Ostalpen, vor allem in Kärnten, als Flodermühle oder Stockmühle bekannt. Das wichtigste Ensemble sind die noch funktionsfähigen Apriacher Stockmühlen bei Heiligenblut am Großglockner.
Weiters gibt es die Mühlen am Mühlenwander- und Kneippweg Kaning bei Radenthein sowie die im Freilichtmuseum Maria Saal ausgestellte Flodermühle. In Mallnitz befindet sich neben dem Besucherzentrum des Nationalparks Hohe Tauern ein sekundär aufgestelltes Ensemble von Stockmühlen.

#### Sonstige Alpenregionen
In Osttirol gibt es die restaurierten Stockmühlen bei Kals am Großglockner. Eine Stockmühle aus Tirol ist weiters im Freilichtmuseum Stübing ausgestellt.
Auch die Höhlenmühlen von Le Locle am Col des Roches (Schweiz) waren ursprünglich Horizontalmühlen. In den Dörfern Fang und Chandolin sind Horizontalmühlen zu besichtigen. Beide werden vom Wildbach von Fang angetrieben. Die Mühle von Chandolin wurde im Jahr 2000 restauriert.

### Schottland
Reste von Horizontalmühlen findet man häufig in Schottland und auf den nördlichen und westlichen Inseln. Eine restaurierte und intakte Clickmühle steht auf der Orkneyinsel Mainland. Andere stehen bei Shawbost auf Lewis, in Ferrycarrig (Rekonstruktion), auf den Shetlands (Click Mills von Huxter) und bei Westing auf der Shetlandinsel Unst.

### Irland
In Irland sind drei Mühlen bekannt.
- Ballykilleen[5]
- Drumard[6]
- Carriggrenan Mill in Little Island (County Cork)[7][8]

Die Belfast-Chronologie (eine Dendrochronologie) zeigte, dass die überwiegende Mehrheit aller Mühlen in Irland in den Jahren zwischen 630 und 930 entstand. Zwei Drittel wurden zwischen 750 und 850 konstruiert. Zuvor wurde angenommen, dass sich die Mühlenart erst durch die Normannen nach Irland verbreitete.

### Skandinavien
In Norwegen ist eine teilweise restaurierte Mühle dieses Typs im Kjerratmuseet nördlich von Oslo erhalten.
Die Schrotmühle von Siggamåla (schwedisch skvaltkvarn) in Schweden stammt aus dem Jahr 1822 und stand ursprünglich in Ellshultabäcken in Älmhult, bis sie 1875 an den heutigen Standort umzog.

### Toskana
Im Parco dei Mulini in Bagno Vignoni befinden sich die Reste von vier Horizontalmühlen, die das Wasser einer Thermalquelle nacheinander ausnutzten.

### Kreta
Die Wassermühlen Kretas sind oft verfallen und überwuchert. Sie befindet sich zwischen Arghoules und Rodakino und in der Myli-Schlucht auf Kreta in Griechenland.
Mit den ursprünglich aus Holz und später aus Eisen bestehenden schmalen, horizontalen Mühlrädern gehören Kretas Wassermühlen zum „östlichen“ oder griechischen Typ der Horizontalrad-Wassermühlen. Sie erwiesen sich als anspruchsloser als die vertikalen Mühlen und beanspruchen relativ wenig Raum und Baukosten. Die Konstruktion bewährte sich besonders bei Gewässern mit geringer oder stark wechselnder Wassermenge. Diese Mühlen vereinigten mehrere hydraulische Funktionen: Wasserhalter („nerocrates“), Wasserkanäle („neravlaka“), Zisternen („sternes“) zylindrische Wassertürme („zourgia“). Das Wasser wurde über ein Aquädukt zu einem Fallrohr geleitet. Am unteren Ende strömte es aus einer Düse auf die Schaufeln. Mühlen mit horizontalem Wasserrad werden auch Stock- bzw. Clickmühlen genannt. Auf Kreta sind sie als „einäugig“ („monopthalmi“) bekannt, da sie nur einen Satz Mühlsteine antreiben.

## Frühe Horizontalmühlen
Frühe Horizontalmühlen wurden in China, Frankreich, Griechenland, Irland, Norwegen, Persien und Rumänien entdeckt. Sie zeigen gegenüber schottischen eine abweichende Technik. Bei der Ausgrabung der sächsischen Schichten in der Stadt Tamworth in Staffordshire fand man eine weitaus ältere Mühle mit zwei horizontalen Wasserrädern. Vermutlich stammen die europäischen Horizontalmühlen bereits aus dem 3. Jahrhundert v. Chr. Vielleicht findet sich der erste Hinweis auf eine solche in einem etwas undeutlichen griechischen Epigramm des Antipatros von Thessalonike aus dem 1. Jahrhundert v. Chr.
- Norse oder Click Mills
- Horizontalmühle so genannte Click-mill auf Orkney
- Click-mills auf den Shetlands
- Norse Mill von Breaclete

Horizontale und vertikale Mühlen waren in Griechenland bis zum Zweiten Weltkrieg verbreitet. Im Museum von Dimitsana auf dem Peloponnes steht eine horizontal betriebene Getreidemühle. Während der allgemeine Aufbau ähnlich demjenigen auf den Orkney- und Shetland-Inseln ist, gibt es bei der Konstruktion des Wasserrades Unterschiede. Griechische Mühlen haben eine geringe Anzahl gekrümmter oder abgewinkelter Schaufeln aus Holz oder Metall. Die auf den Shetlands erfassten hölzernen Räder besitzen eine noch geringere Schaufelzahl, die indes oft keinen Winkel zur Vertikalen bilden. Räder aus Norwegen und von den Färöern haben, ähnlich wie die schottischen, wenige und gerade Schaufeln. Das von G. D. Hay dargestellte Rad von Huxter (Shetlands) hat neun flache Bretter, die unter einem kleinen Winkel zur Vertikalen stehen. Die Mühlen der Färinger besitzen acht flache Bretter, die entweder im kleinen Winkel oder vertikal stehen. Irische Räder haben etwa 20 Schaufeln und sind iberischen und persischen ähnlich. K. Williamson glaubt, dass die Räder der Färöer aus Norwegen stammen. Vermutlich ähnelten sie dem norwegischen Beispiel von G. Goudie. Das Rad hat acht leicht gekrümmte Schaufeln in einem kleinen Winkel zur Vertikalen. Auch in Schweden haben sich einige Mühlen dieses Typs erhalten.
E. G. Curwen sieht die Entwicklung der horizontalen Räder irgendwo zwischen China und Südeuropa beginnen, von wo sie auf ungeklärtem Weg nach Nordeuropa gekommen seien. Dies wird bestritten, denn die Daten, 1. Jahrhundert v. Chr. in Griechenland, 7. Jahrhundert n. Chr. in Irland und später in Skandinavien sind nur stimmig, wenn man den Fund in England außen vor lässt. Curwen stellt auch fest, dass die nordeuropäischen Räder im Uhrzeigersinn, die im Süden gegen den Uhrzeigersinn drehen.
L. C. Hunter verweist darauf, dass horizontale Wasserräder bis vor wenigen Jahrzehnten in den südlichen Appalachen im Einsatz waren. Das nordamerikanische „Tub-wheel“ hat flache Blätter aus Holz, unterscheidet sich aber in einem wichtigen Detail von den übrigen. Das Rad läuft in einem runden Behälter, der den Zustrom des Wassers hemmt. Tub-wheels sind größer als die Räder der Shetlands. In einer Tabelle von O. Evans werden Räder mit bis zu sieben Fuß Durchmesser aufgeführt. Verglichen damit sind die rund drei Fuß für Shetlandmühlen gering. Hunter verweist auf Tests des französischen Ingenieurs Jean François d’Aubuisson de Voisins (1762–1841) in der ersten Hälfte des 19. Jahrhunderts.
J. F. d’Aubuisson stellte fest, dass Horizontalmühlen in Südeuropa weit verbreitet waren. Er unterscheidet zwei Typen: jene, bei denen ein Wasserstrahl das Rad beaufschlagt, wie in den griechischen oder nordischen Mühlen, und solche, bei denen das Rad in einer Wanne durch Verwirbelung des Wassers gedreht wurde. Er weist darauf hin, dass die wasserstrahlgetriebenen häufiger in den Alpen und Pyrenäen vorkamen. An Flüssen wie der Garonne oder der Aude, wo es viel Wasser, aber wenig Gefälle gibt, kamen Wannen-Mühlen (Moulins a cuve) zum Einsatz.